# Henri Laugier
Henri Laugier (* 5. August 1888 in Mane; † 19. Januar 1973 in Antibes) war ein französischer Physiologe, Politiker und Wissenschaftsorganisator.

## Leben
Laugier studierte zunächst Medizin (Promotion 1912), gründete ein Institut für Arbeitsmedizin und wurde 1930 Professor für Arbeitsphysiologie am Conservatoire national des arts et métiers. 1937 wurde er als Nachfolger seines Lehrers Louis Lapicque (1866–1952) Professor für Physiologie an der Sorbonne. 1936 war er wesentlich an der Gründung des Palais de la découverte beteiligt. 1939 gründete er das Labor für Biometrie des CNRS. Im selben Jahr wurde er erster Direktor des CNRS. Er floh vor der deutschen Besetzung nach Kanada, wo er als Professor in Montreal die Emigration von Exilfranzosen nach Nordamerika unterstützte. 1943 folgte er einem Ruf von  Charles de Gaulle, der ihn zum Rektor der Universität Algier machte, die vom Vichy-Regime befreit worden war. Er war auch an der Gründung der Vereinten Nationen (UN) beteiligt und 1946 stellvertretender Generalsekretär der Vereinten Nationen für soziale Fragen unter Trygve Lie. Er war an der Gründung verschiedener UN-Organisationen beteiligt (UNESCO, WHO) und an der Vorbereitung der Allgemeinen Erklärung der Menschenrechte. 1951 gab er seine Position bei den Vereinten Nationen auf und war 1952 bis 1958 im Exekutivrat der UNESCO. Im Algerienkrieg unterstützte er, eigentlich ein Sozialist, Charles de Gaulle, da er nur so eine schnelle Beendigung des Krieges erhoffte.
Er bewegte sich in Pariser Intellektuellen- und Künstlerkreisen und stiftete vor seinem Tod 14 Gemälde von Pablo Picasso dem Musée National d’Art Moderne.